# Bruce Hopkins
Raymond Bruce Hopkins (* 25. November 1955 in Invercargill, Neuseeland) ist ein neuseeländischer Schauspieler.

## Leben
Hopkins wurde als Sohn von Colleen Marguerite und Bill Hopkins, einem Krabbenfischer, geboren. Er wuchs im Bay of Islands auf und half seinem Vater beim Krabbenfang. Er machte eine Ausbildung zum Sportlehrer und war danach neun Jahre als professioneller Tänzer in Australien und Neuseeland aktiv. Danach widmete er sich der darstellenden Kunst.
Hopkins wurde durch seine Rolle als Gamling in Der Herr der Ringe Die zwei Türme und Der Herr der Ringe: Die Rückkehr des Königs international bekannt. Neben der Schauspielerei ist er auch als Synchronsprecher und Radiomoderator tätig.

## Filmografie
- 1990: Linda's Body (Kurzfilm)
- 1990–1991: The New Adventures of Black Beauty (Fernsehserie, 3 Episoden)
- 1992: Shortland Street (Fernsehserie)
- 1993: Desperate Remedies
- 1995: High Tide – Ein cooles Duo (Fernsehserie, Episode 1x14)
- 1995–1999: Hercules (Fernsehserie, 6 Episoden, verschiedene Rollen)
- 1995–2000: Xena – Die Kriegerprinzessin (Fernsehserie, 4 Episoden, verschiedene Rollen)
- 1996: Warm Gun
- 1996: The Beach (Kurzfilm)
- 1997: The Bar (Kurzfilm)
- 1998: Flying (Kurzfilm)
- 1998: Der junge Hercules (Young Hercules) (Fernsehserie, Episode 1x09)
- 1999: Greenstone (Fernsehserie)
- 1999: I'll Make You Happy
- 1999: Lawless (Fernsehfilm)
- 1999: This Is It
- 2000: Savage Honeymoon
- 2000: Jubilee
- 2000: Cleopatra 2525 (Fernsehserie, Episode 1x12)
- 2000: Jack of All Trades (Fernsehserie, Episode 2x02)
- 2000: Her Iliad (Kurzfilm)
- 2001: Lawless: Beyond Justice (Fernsehfilm)
- 2001: Lawless: Dead Evidence (Fernsehfilm)
- 2001: Mercy Peak (Fernsehserie, Episode 1x10)
- 2002: Being Eve (Fernsehserie, Episode 2x05)
- 2002: This Is Not a Love Story
- 2002: The Vector File (Fernsehfilm)
- 2002: Blood Crime (Fernsehfilm)
- 2002: Mord in Greenwich (Fernsehfilm)
- 2002: Der Herr der Ringe: Die zwei Türme (The Lord of the Rings: The Two Towers)
- 2002: Shortland Street
- 2003: Power Rangers Ninja Storm (Sprecherrolle, 29 Episoden)
- 2003: Der Herr der Ringe: Die Rückkehr des Königs (The Lord of the Rings: The Return of the King)
- 2003: Stage Challenge Grand Final
- 2003: Last Call
- 2004: Ike: Countdown to D-Day (Fernsehfilm)
- 2004: Point Annihilation (Kurzfilm)
- 2004: 1nite
- 2004: Power Rangers DinoThunder (Sprecherrolle, Episode 1x35)
- 2005: Power Rangers S.P.D. (Sprecherrolle, 2 Episoden)
- 2005: Rest Stop (Kurzfilm)
- 2006: Power Rangers Mystic Force (Sprecherrolle, Episode 1x04)
- 2006: Return of the Jackalope
- 2007: You Move You Die
- 2007: Heavenly Sword
- 2007: Die zehn Gebote (Sprecherrolle)
- 2007: Bondi Rescue
- 2008: Power Rangers Jungle Fury (Sprecherrolle, 2 Episoden)
- 2008: Dean Spanley
- 2009: Under the Mountain
- 2009: The Jaquie Brown Diaries (Fernsehserie, Episode 2x05)
- 2011: Rotting Hill (Kurzfilm)
- 2012: Strongman: The Tragedy
- 2012: Sleeper
- 2014: 3 Mile Limit
- 2014: Housebound
- 2015: The Monster of Mangatiti (Fernseh-Dokumentarfilm)
- 2015: K Rd Stories (Fernsehserie, Episode 1x01)
- 2015: Broke (Kurzfilm)
- 2015–2017: Find Me a Maori Bride (Fernsehserie, 4 Episoden)
- 2016: Hillary (Fernsehserie, Episode 1x01)
- 2016: Each to Their Own (Kurzfilm)
- 2017: Into the Rainbow
- 2018: Sail Away (Kurzfilm)
- 2019: Ablaze (Fernsehfilm)
- 2020-: Kura (Fernsehserie)